# گزناسرا
گزناسرا روستایی است از توابع شهرستان نور در استان مازندران ایران.این روستا دارای بزرگترین املاک وقفی مرتعی مازندران است. روستا زمانی محل زندگی یا تحصیل دکتر سید محمد حکیمی اولین شهردار آمل، آیت الله جوادی آملی، آیت الله حسن زاده آملی، آیت الله ملاعلی پیشنماز، شاعر ابراهیم شایق و شیخ عزیزالله طبرسی بود، تابستانها در این روستا  خیر دهقان حداد و کربلایی علی زرگر واقف چند صد هکتار شالیزار در دهستان نائیج (میان رود فعلی)  زندگی می‌کردند. قدیمی ترن اسم و فردی که در این محل زندگی می‌کرده و ثبت شده است و شش نسل پس از او نیز در این محل زندگی کرده‌اند، ملاعلی پیشنماز بوده است. جد بسیاری از خانواده‌های سرشناس و تحصیل کرده آملی روزگاری در مکتبها و مدارس دینی سنتی گزناسرا تحصیل کرده‌اند. این مدارس توسط خیرین همان روستا حمایت مالی می‌شدند. اکنون این روستا نیز دارای مفاخر زیادی از جمله خیرین بزرگ، پزشکان متعهد و مردمدار و نویسندگان بزرگی است. این روستا در تابستان میزبان چند هزار خانوار آملی، لیتکوهی و دهستان نائیج (میان رود) است. دارای دو مسجد می‌باشد که بخشی از درآمدهای موقوفات سعادت آباد و گزناسرا در آن هزینه می‌شود. پرورش گوسفند در مراتع اطراف، مهمترین تولیدات این روستا می‌باشند. برخی از دامداران این روستا از زمان برقراری تحصیلات رایگان در ایران دارای تحصیلات عالی دانشگاهی جدید بودند و اکنون نیز در کنار تحصیلات دانشگاهی،دامدار هم می‌باشند.

## جمعیت
این روستا در منطقه نور استان مازندران قرار دارد و براساس سرشماری مرکز آمار ایران در سال ۱۳۹۵، جمعیت آن ۳۳خانوار بوده‌است.
ا